# Pierwsza Komisja José Manuela Barroso
Pierwsza Komisja José Manuela Barroso – Komisja Europejska, która rozpoczęła działalność 22 listopada 2004 i zakończyła ją 31 października 2009. Jej przewodniczącym był José Manuel Durão Barroso.

## Skład Komisji Europejskiej
| Nazwisko                                                                       | Narodowość      | Stanowisko                                                                                      |
| ------------------------------------------------------------------------------ | --------------- | ----------------------------------------------------------------------------------------------- |
| José Manuel Barroso                                                            | Portugalia      | Przewodniczący Komisji Europejskiej                                                             |
| Margot Wallström                                                               | Szwecja         | Pierwsza wiceprzewodnicząca. Komisarz ds. Instytucji i Strategii Komunikacyjnej                 |
| Günter Verheugen                                                               | Niemcy          | Wiceprzewodniczący. Komisarz ds. Przedsiębiorstw i Przemysłu                                    |
| Franco Frattini (do maja 2008) Antonio Tajani (od maja 2008)                   | Włochy          | Wiceprzewodniczący. Komisarz ds. Transportu                                                     |
| Siim Kallas                                                                    | Estonia         | Wiceprzewodniczący. Komisarz ds. Administracji, Audytu i Zwalczania Nadużyć Finansowych         |
| Jacques Barrot                                                                 | Francja         | Wiceprzewodniczący. Komisarz ds. Wymiaru Sprawiedliwości oraz Obszaru Wolności i Bezpieczeństwa |
| Viviane Reding                                                                 | Luksemburg      | Komisarz ds. Społeczeństwa Informacyjnego i Mediów                                              |
| Stawros Dimas                                                                  | Grecja          | Komisarz ds. Ochrony Środowiska                                                                 |
| Joaquín Almunia                                                                | Hiszpania       | Komisarz ds. Ekonomicznych i Monetarnych                                                        |
| Danuta Hübner (do lipca 2009) Paweł Samecki (od lipca 2009)                    | Polska          | Komisarz ds. Polityki Regionalnej                                                               |
| Joseph Borg                                                                    | Malta           | Komisarz ds. Rybołówstwa i Polityki Morskiej                                                    |
| Dalia Grybauskaitė (do lipca 2009) Algirdas Šemeta (od lipca 2009)             | Litwa           | Komisarz ds. Programowania Finansowego i Budżetu                                                |
| Janez Potočnik                                                                 | Słowenia        | Komisarz ds. Nauki i Badań                                                                      |
| Ján Figeľ (do października 2009) Maroš Šefčovič (od października 2009)         | Słowacja        | Komisarz ds. Edukacji, Szkoleń, Kultury i Języków UE                                            |
| Markos Kiprianu (do kwietnia 2008) Andrula Wasiliu (od kwietnia 2008)          | Cypr            | Komisarz ds. Zdrowia i Ochrony Konsumentów                                                      |
| Olli Rehn                                                                      | Finlandia       | Komisarz ds. Rozszerzenia                                                                       |
| Louis Michel (do lipca 2009) Karel De Gucht (od lipca 2009)                    | Belgia          | Komisarz ds. Rozwoju i Pomocy Humanitarnej                                                      |
| László Kovács                                                                  | Węgry           | Komisarz ds. Podatków i Unii Celnej                                                             |
| Neelie Kroes                                                                   | Holandia        | Komisarz ds. Konkurencji                                                                        |
| Mariann Fischer Boel                                                           | Dania           | Komisarz ds. Rolnictwa i Rozwoju Wsi                                                            |
| Benita Ferrero-Waldner                                                         | Austria         | Komisarz ds. Stosunków Zewnętrznych i Europejskiej Polityki Sąsiedztwa                          |
| Charlie McCreevy                                                               | Irlandia        | Komisarz ds. Rynku Wewnętrznego i Usług                                                         |
| Vladimír Špidla                                                                | Czechy          | Komisarz ds. Zatrudnienia, Spraw Społecznych i Wyrównywania Szans                               |
| Peter Mandelson (do października 2008) Catherine Ashton (od października 2008) | Wielka Brytania | Komisarz ds. Handlu                                                                             |
| Andris Piebalgs                                                                | Łotwa           | Komisarz ds. Energii                                                                            |
| Meglena Kunewa                                                                 | Bułgaria        | Komisarz ds. Ochrony Konsumentów                                                                |
| Leonard Orban                                                                  | Rumunia         | Komisarz ds. Wielojęzyczności i Dialogu Międzykulturowego                                       |